# Wilm Hosenfeld
Wilhelm Adalbert Hosenfeld, poznatiji kao Wilm Hosenfeld (Mackenzell, 2. svibnja 1895. – okolica Staljingrada, 13. kolovoza 1952.), je njemački učitelj i satnik u Wehrmachtu tijekom Drugog svjetskog rata. Pomagao je u skrivanju, a i spasio je neke Židove u Poljskoj tijekom nacističke okupacije. Najznačajniji je ipak po tome što je spasio poljskog pijanista Władysława Szpilmana od smrti u ruševinama Varšave.

## Životopis
Hosenfeld je u Wehrmacht uvučen 1939., a od sredine iste godine boravi u Poljskoj, gdje ga 17. siječnja 1945. zarobljuje Crvena armija. Njegovo prvo boravište bilo je mjesto Pabianice, gdje je sudjelovao u izgradnji i nadgledanju Kampa za ratne zarobljenike. Nakon toga je u prosincu premješten u Wegrów, gdje je ostao sve do svibnja 1940. kada se njegov bataljun premjestio u Jadów. No u srpnju 1940. je konačno premješten u Varšavu gdje će ostati do kraja rata služeći kao časnik u bataljunu 660.
Iako član NSDAP-a od 1935., Hosenfeld je s vremenom shvaćao pogreške stranke, naročito nakon što je vidio kako su Poljaci tretirani. On i još nekoliko njegovih kolega časnika su postali posramljeni onim što su radili njihovi sunarodnjaci, te su zbog toga pomagali Židovima tijekom rata.
Hosenfeld se sprijateljio s mnogim Poljacima i čak pokušao naučiti njihov jezik. Također je prisustvovao misama i išao na ispovijed u poljske crkve, iako je bilo zabranjeno. Njegove akcije za dobrobit Poljaka započele su već 1939. kada je dopustio nekim ratnim zarobljenicima susret s obitelji, a uspio je i srediti puštanje nekolicine njih. Svoju poziciju koristio je i kako bi spasio bjegunce koje je progonio Gestapo, i one kojima se trebalo suditi. To je učinio tako što bi im napravio lažne isprave i zaposlio ih na stadion gdje ih je sam nadgledao.
Sovjeti su Hosenfelda i njegove ljude uhitili u mjestu Błonie, 30km udaljenom od Varšave. On sam osuđen je na 25 godina teškog rada zbog optužbe za ratne zločine koje je navodno počinio. Unatoč brojnim molbama i pismima, Sovjeti nisu povjerovali da nije činio ratne zločine. Wilm Hosenfeld preminuo je 13. kolovoza 1952. u okolici Staljingrada. Uzrok smrti bio je puknuće prsne aorte. 
Hosenfelda je u filmu Pijanist tumačio Thomas Kretschmann. 
Na zahtjev Andrzeja Szpilmana, Władysławovog sina, i još tisuće ljudi, Yad Vashem je Hosenfelda imenovao kao Pravednika među narodima.
Hosenfeld je 2007. od predsjednika poljske posmrtno dobio nagradu Polonia Restitutia.

## Odlikovanja
- 1917. – Željezni križ II. stupnja[7]
- Križ časti Prvoga svjetskoga rata – s mačevima[7]
- 1918. – crna Značka za ranjavanje (njem. Verwundetenabzeichen)[7]
- Križ za ratne zasluge 2. stupnja[7]
- brončana Sportska značka SA (njem. SA-Sportabzeichen)[7]
- 2007. – posmtno:  Zapovjednički križ Reda Polonia Restituta za spašavanje poljskih građana u Drugom svjetskom ratu[6][7]
- 25. studenoga 2008. (objavljeno 2009.) – posmtno: Pravednik među narodima[5][7]

## Vanjske poveznice
- LEMO – Lebendiges Museum Online: Wilm Hosenfeld 1895-1952, tabelarni životopis (njem.)
- Yad Vashem – The Righteous Among the Nations:Wilhelm (Wilm) Hosenfeld (engl.)
- Hosenfeld.de – Wilm Hosenfeld, the Pianist: Wladyslaw Szpilman, Links, Infos (njem.) (engl.)
- Katalog Njemačke nacionalne knjižnice: Wilm Hosenfeld, bibliografija (njem.)
- http://www.shoah.dk/Hosenfeld/  Arhivirana inačica izvorne stranice od 8. siječnja 2018. (Wayback Machine) - The story of Wilm Hosenfeld (engl.)